# École militaire Souvorov de Moscou
L'école militaire Souvorov de Moscou (Московское Суворовское военное училище, МсСВУ) est un établissement d'enseignement secondaire militaire du ministère de la Défense de la fédération de Russie situé à Moscou. L'école est subordonnée au commandant-en-chef des forces terrestres de la fédération de Russie. Elle fonctionne selon le régime d'internat.

## Histoire

### École Souvorov de Gorki

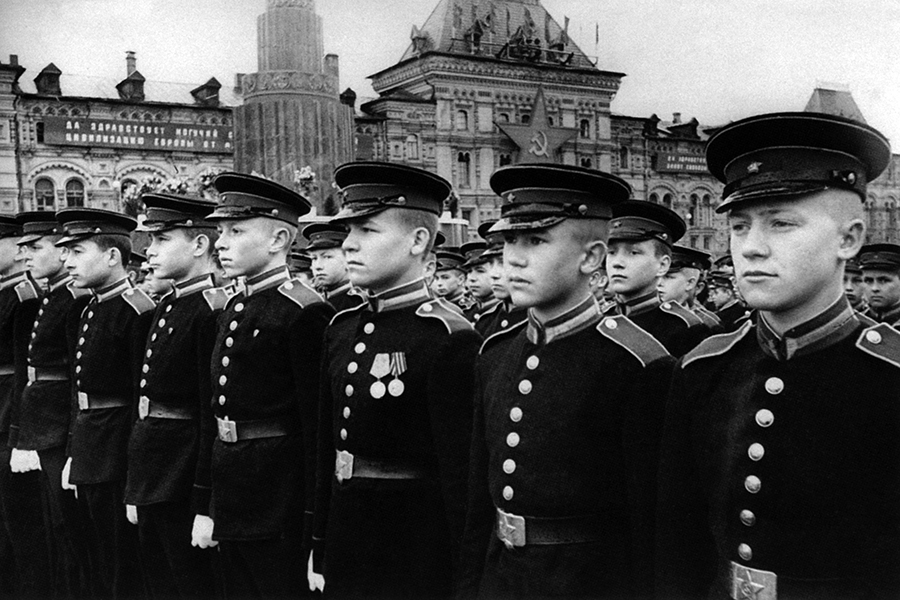
Cadets de l'école Souvorov de Gorki pour le défilé de la victoire, le 24 juin 1945, place Rouge.

L'école Souvorov est formée à Gorki (redevenue Nijni Novgorod à la chute de l'URSS) du 4 juillet 1944 au 1er octobre 1944, sur la base du décret du comité d'État à la Défense de l'URSS no 6002 du 6 avril 1944, de la directive de l'état-major général de l'Armée rouge no Org/7/309472 du 10 juin 1944, de la directive du département d'organisation et de mobilisation du quartier général du district militaire de Moscou du 17 juin 1944. L'école militaire Souvorov était composée alors des fils de ceux qui sont morts au front et des soldats combattants de l'Armée rouge. La sélection est effectuée par des commissions spéciales des comités régionaux du parti des oblasts de Léningrad, de Moscou, de Gorki, d'Ivanovo, de Kirov, d'Iarosvlavl et de la direction principale du personnel du Commissariat du peuple à la défense de l'URSS.
L'effectif des cadets la première année se répartit de la manière suivante: fils de tués au front, 236 (46,7 %); fils de combattants de l'Armée rouge, 164 (32,7 %); fils d'invalides de guerre, 19 (3,8 %); fils de partisans et d'ouvriers soviétiques: 13 (2,6 %); fils de travailleurs et d'employés: 67 (13,3 %); dont orphelins: 29 (5,7 %). Le total des cadets en 1944 est de 505 élèves. Le premier directeur est le major général Karp Jeleznikov (23 juin 1944-27 avril 1950), le vice-directeur chargé de la partie politique est le colonel Gueorgui Ilitch Tolstoï (15 juillet 1944-3 février 1950), le vice-directeur chargé de l'enseignement est le colonel Alexandre Ilitch Averine. Le 8 novembre 1944, l'école reçoit solennellement le drapeau rouge sur la place Minine de Gorki. L'école pendant sa période d'existence à Gorki produit huit promotions (de 1944 à 1956). Beaucoup de cadets diplômés deviennent par la suite de grands serviteurs de l'État, de hauts gradés de l'armée, des personnalités dans le domaine de la science, de la culture et de l'art...
Les cadets de l'école Souvorov de Gorki ont pris une part active à la vie du pays et de la ville de Gorki: 210 élèves de l'école, dans le cadre d'un régiment consolidé distinct de Souvorovites, ont pris part au défilé de la victoire sur la place Rouge à Moscou en juin 1945; en 1949, 56 étudiants de Souvorov ont participé à la Ire Spartakiade des cadets des écoles militaires Souvorov et des élèves des écoles préparatoires navales et d'artillerie Nakhimov à Moscou et ont partagé 4 à 5 places avec l'école militaire Souvorov de Kalinine, remportant 3 prix d'équipe sur 15 et 18 diplômes pour les premières places sur 88, prenant la première place du basket-ball et de la gymnastique. Aux Sparkakiades de Kiev, l'école Souvorov de Moscou atteint la 2e place avec la 1re place pour la natation et le plongeon, la 2e place pour le basket-ball, l'athlétisme, etc.

### École Souvorov de Moscou
L'école Souvorov de Gorki est transférée le 30 août 1956 à Moscou dans le quartier excentré de Fili dans des locaux débloqués par l'école centrale des cours avancés pour les officiers du renseignement, et rebaptisée « école militaire Souvorov de Moscou ». À partir de novembre 1957, l'école militaire Souvorov de Moscou participe à tous les défilés militaires organisés sur la place Rouge. Au fil du temps, le système de formation des Souvorovites change. En 1964, l'école passe à un programme d'études de trois ans et commence à accepter les garçons après la 8e année à l'âge de 15-16 ans.

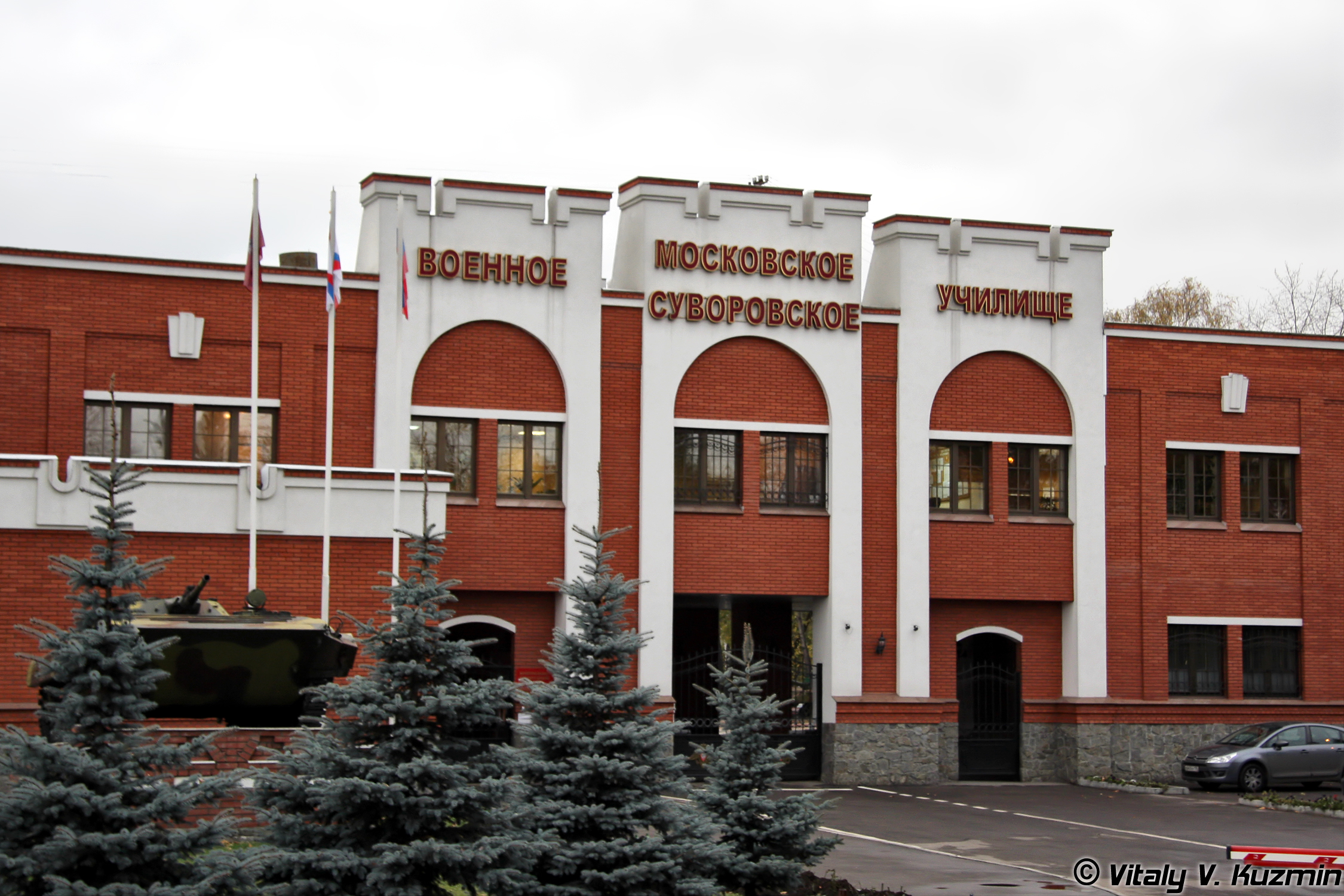
Entrée de l'école en 2011.

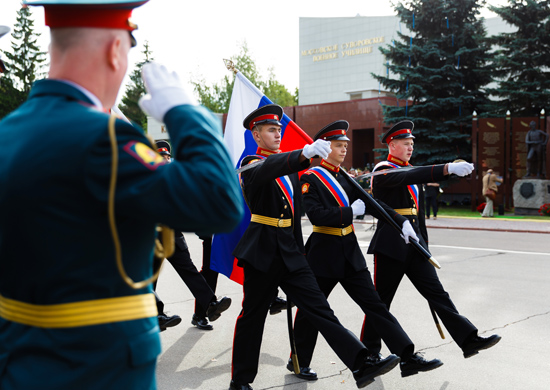
Défilé pour le début de l'année scolaire (1er septembre 2015).

Le 21 décembre 1991, l'école déménage 11 passage Izvislity (métro Babouchkinskaïa) dans des locaux libérés par la 30e école des jeunes spécialistes des troupes du génie. En six ans, de nombreux travaux sont réalisés pour construire de nouvelles casernes, des salles de classe et salles de sport, et la bibliothèque est reconstruites. À l'heure actuelle, l'école dispose d'une base pédagogique et matérielle moderne, de bonnes conditions de vie, de deux salles de sport avec des simulateurs sophistiqués, d'un centre de télévision et d'un fonds de bibliothèque unique. Un centre de formation fixe sur le terrain est équipé dans la région de Moscou. Les Souvorovites ont toutes les chances de se développer harmonieusement et de s'améliorer. Onze mille cadets sont passés entre les murs de l'école de Gorki et de l'école de Moscou. 384 cadets à ce jour (2020) ont reçu un diplôme avec médaille d'or ou d'argent. Depuis 2011, la cérémonie de remise des diplômes se déroule sur la place des Cathédrales au Kremlin. Aujourd'hui, l'école est mixte dans les dernières classes.

### Directeurs
À Gorki :
- major général Karp Jeleznikov (1944-1950),
- major général Goury Smirnov (1950-1953),
- major général Boris Anissimov (1953-1956).

À Moscou :
- major général Leonid Vaguine, héros de l'Union soviétique (1956-1961),
- colonel Grigori Mouslanov, héros de l'Union soviétique (1961-1963),
- major général Sergueï Savtchenko (1963-1965),
- major général Vassili Fedotov, héros de l'Union soviétique (1965-1973),
- major général Piotr Kivola (1973-1982),
- major général Ivan Soumenkov (1982-1991),

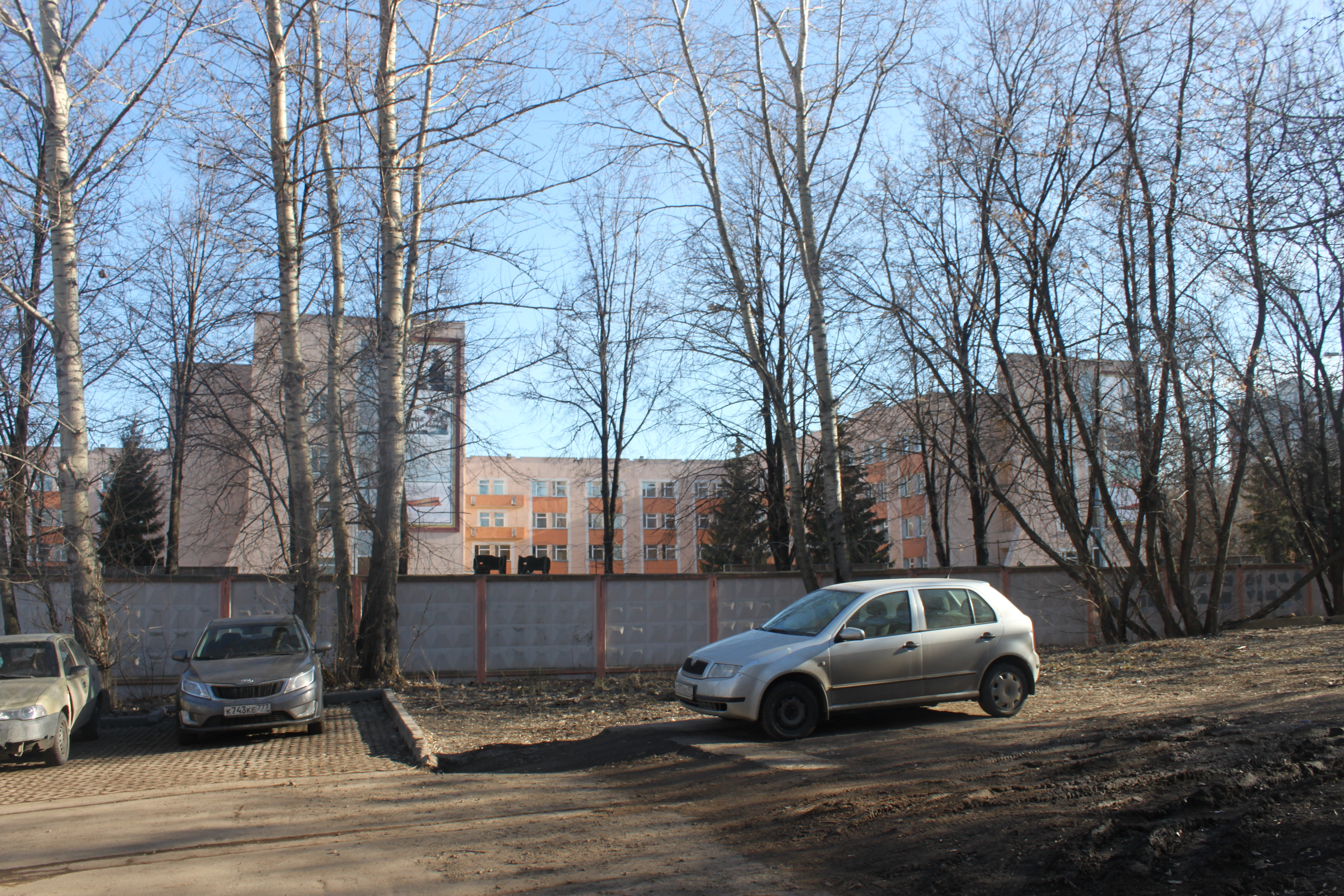
Vue à partir du parc.

- major général Nikolaï Kornilov (1991-1998),
- major général Viatcheslav Rochtchine (1998-2006),
- major général Andreï Netchaïev (2006-2009),
- colonel Alexandre Tomachov (2010-2011),
- Alexandre Aglouchevitch (2011-2013),
- major général Alexandre Kassianov (2013-2017),
- lieutenant général Viktor Poliakov (depuis 2017).

### Diplômés notables

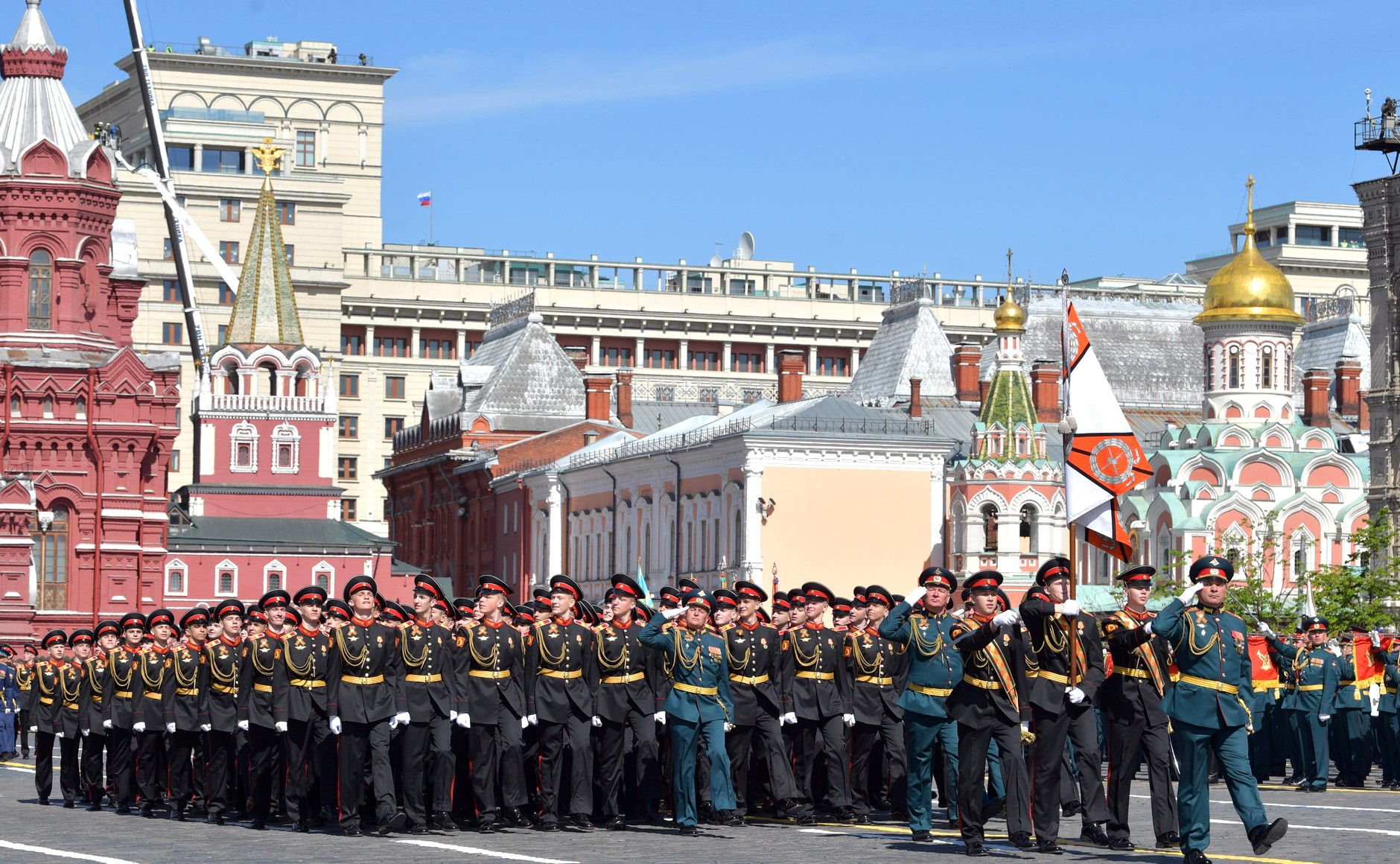
Défilé des Souvorovites pour le jour de la victoire 2018 sur la place Rouge.

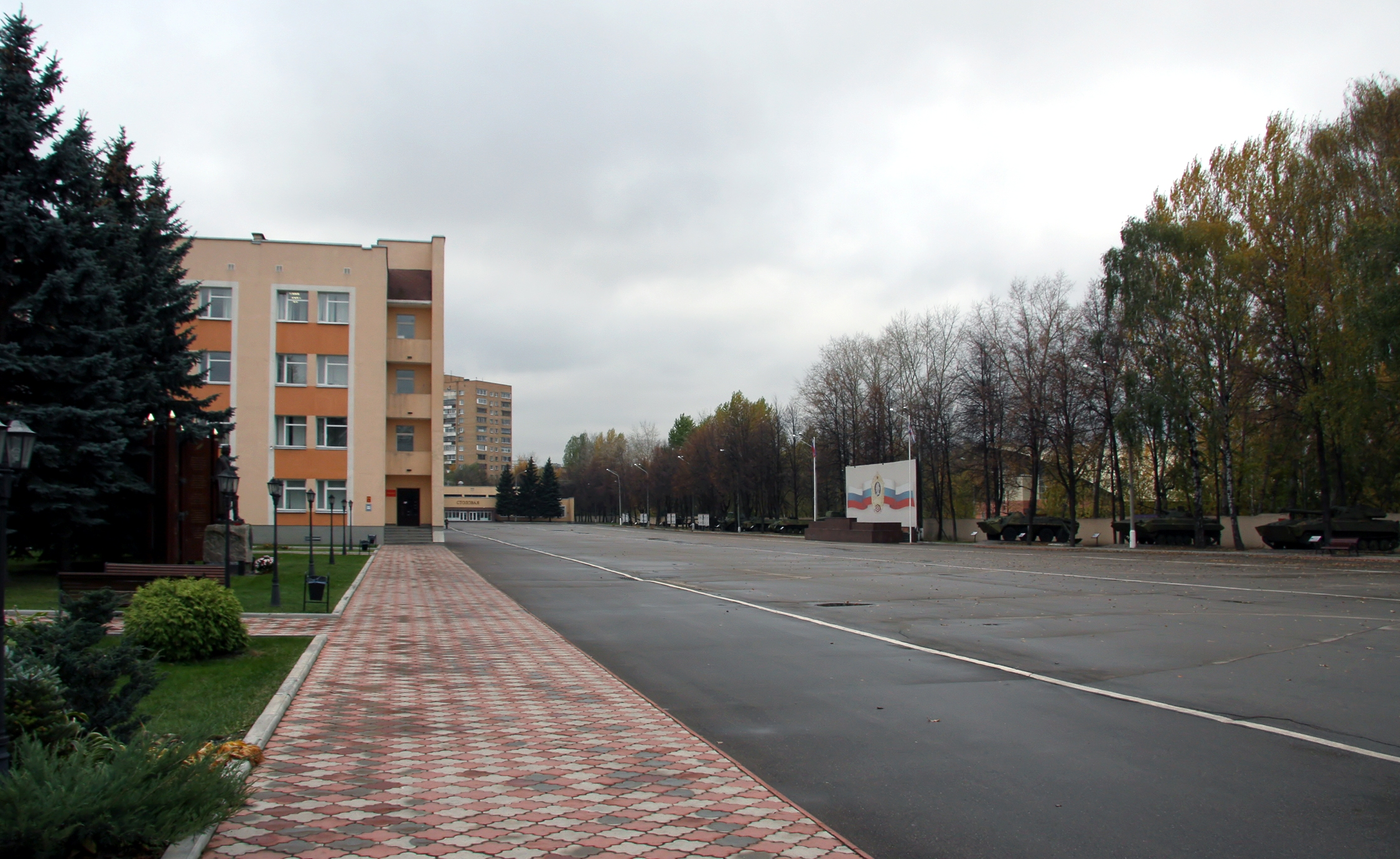
Dortoirs de l'école.

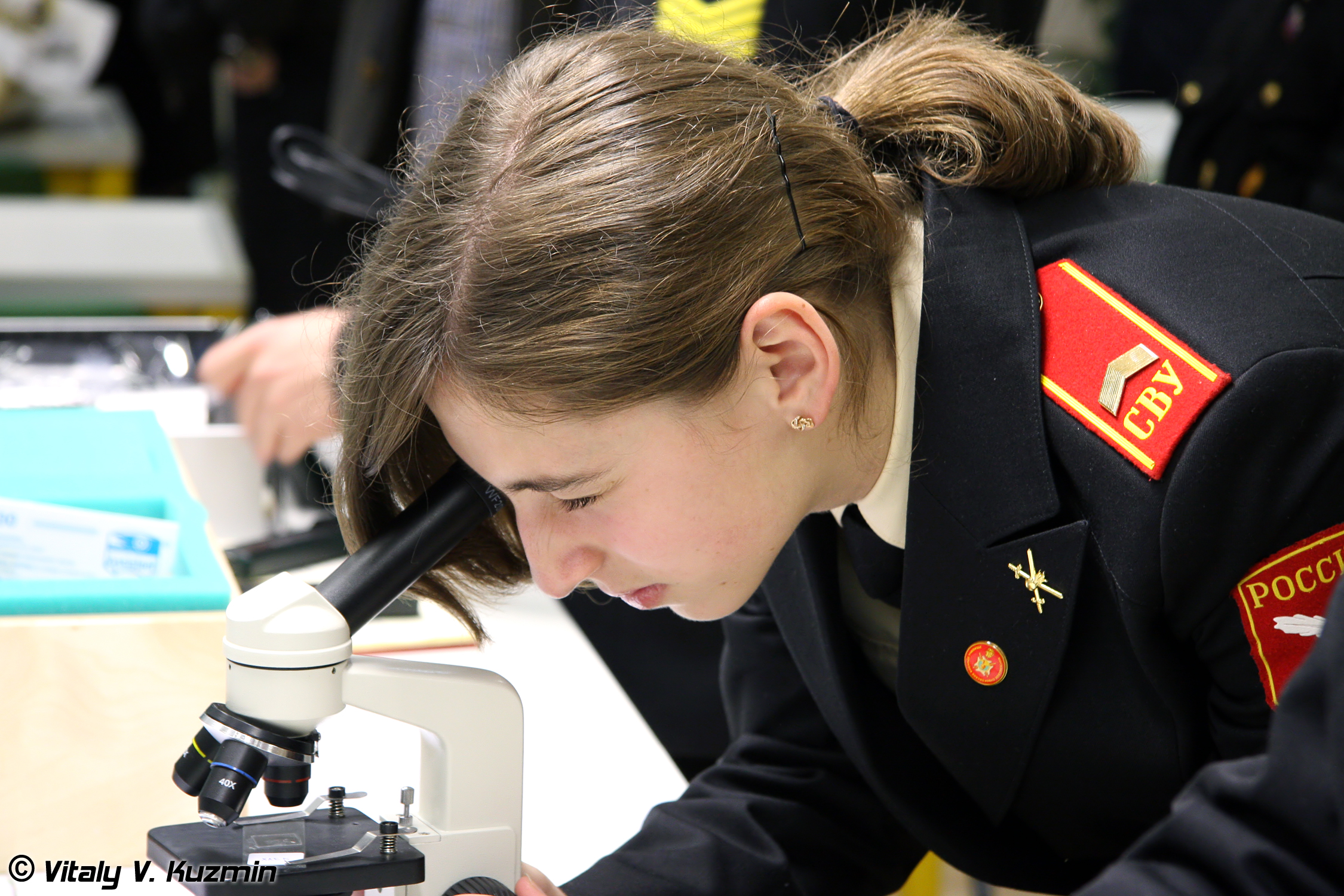
Classe en 2011.

- Andreï Botcharov (1969), militaire et homme d'État, héros de la fédération de Russie en 1996;
- Sergueï Chavrine (1965), colonel, héros de la fédération de Russie en 1996;
- Roman Chtchetnev (1976), lieutenant colonel, héros de la fédération de Russie en 2000;
- Oleg Filippov, lieutenant, héros de l'Union soviétique (posthume);
- Dmitri Grebionkine (1970-2000), major, commandant du 45e régiment de la Garde des forces spéciales de l'armée de l'air russe, héros de la fédération de Russie (posthume);
- Sergueï Ioudenkov, lieutenant, commandant d'un peloton de reconnaissance, chevalier de l'ordre de l'Étoile rouge (posthume);
- Igor Ivanov (1945), ministre des Affaires étrangères de la fédération de Russie de 1998 à 2004 (1963);
- Sergueï Kozlov (1952-1993), capitaine, commandant d'une compagnie de parachutistes, héros de l'Union soviétique en 1980;
- Alexandre Lobanov (1945-2006), major général, directeur de l'école supérieure de commandement militaire de Moscou;
- Vladimir Makarenko (1933-2008), savant orientaliste;
- Vladislav Possadski (1964-2004), colonel, héros de la fédération de Russie (posthume);
- Igor Sergoune (1957-2016), lieutenant général, chef de l'administration principale de l'état-major général, héros de la fédération de Russie en 2016;
- Mikhaïl Vojakine (1952), colonel général, chef du département principal des cadres du ministère de la Défense de la fédération de Russie.